# Tchagan-Ouzoun
Tchagan-Ouzoun (en russe : Чаган-Узун), est un village de la république de l'Altaï, dans le raïon de Koch-Agatch en Russie. Sa population s'élevait à 416 habitants en 2023. Il est le centre administratif de la commune rurale du même nom.

## Toponymie
Le nom viendrait de Tchegan-ouzou, signifiant eau vive en altaï médiéval. Cependant, le nom pourrait aussi venir du mongol, signifiant blanc et d'ouzou signifiant eau. Ouzoun pourrait finalement venir d'ouzoun en altaï signifiant bouche (comprendre par l'embouchure). Dans tous les cas, le nom est directement lié aux rivières passant dans le village.

## Géographie

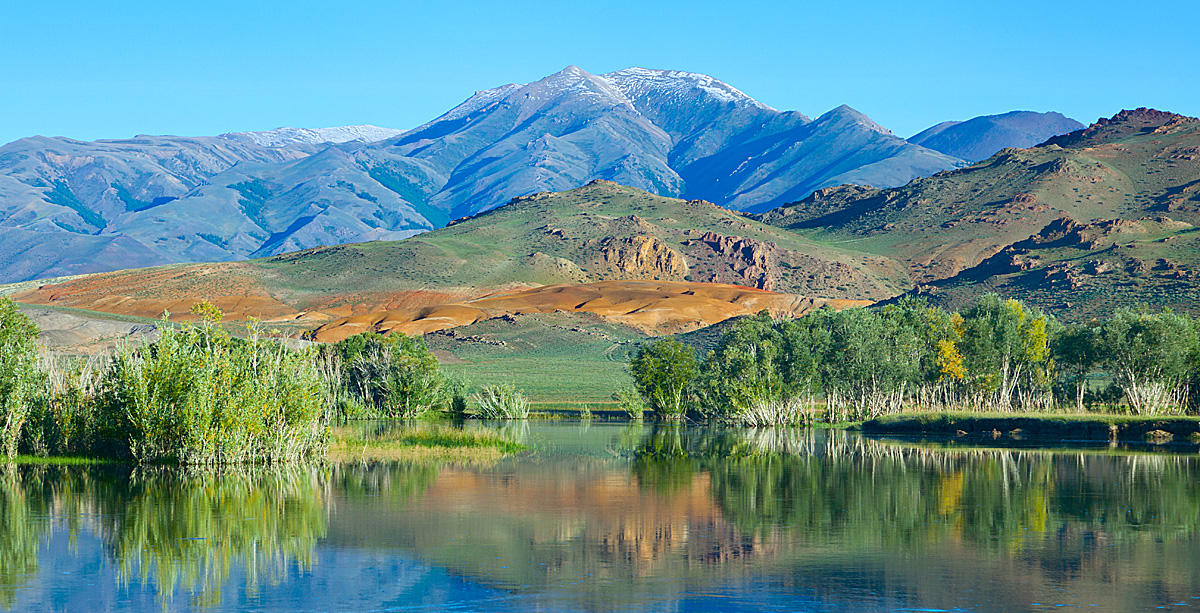
Le Soukor

Le village est situé à l'extrême nord de la steppe de la Tchouïa, lorsque la rivière éponyme rencontre les monts de l'Altaï qu'elle franchit dans de nombreuses gorges. Un peu plus au nord du village se trouve la steppe de Kouraï. Sur la rive gauche de la rivière et derrière le village se trouvent les contreforts de la Tchouïa du nord, avec à 8 km du village le Soukor (ru) et son massif, s'élevant à 2919 mètres d'altitude. Sur la rive droite, où la route passe, se trouvent les monts Kouraï. Ces monts sont tous couverts de neiges éternelles.
Situé à la confluence de la rivière Tchagan-Ouzoun et de la rivière Tchouïa, le village est entouré par une flore importante, contrastant avec le paysage de la steppe. La Tchagan-Ouzou, est d'une couleur pâle alors que la Tchouïa est orangée. Le village est à 266 km de Gorno-Altaïsk et à 3 383 km de Moscou. Ortolyk est le village le plus proche à 12,3 km au sud-est. Le climat est de type dwc selon la classification de Köppen, c'est-à-dire un climat subarctique avec des hivers rigoureux et des étés courts et doux. Le village est très sec, avec moins de 150 mm précipitations par an. La température moyenne annuelle est quant à elle inférieure à 6°Celsius, et ce n'est pas rare pendant l'hiver que les températures atteignent les -50°Celsius. Les vents que subissent le village sont forts et soufflent toute l'année. Cependant, avec le changement climatique, les températures sont de plus en plus chaudes par rapport aux années précédentes.

### Géologie
Le sol de la zone fut exploré dès 1931, avec l'Institut technologique de Tomsk, et des extractions de mercure eurent lieu pendant l'ère soviétique. Ainsi, les premières prospections montrèrent la présence d'argent, de zinc et de mercure. Des gisements de lignite, d'amiante et de cadmium sont présents autour du village, et la teneur du sol en cadmium dépasse de 400 fois la moyenne terrestre. Il existe aussi de nombreux autres minerais, mais en quantités bien moins importantes.
La géologie de l'endroit montre aussi les dépôts fluviaux et glaciaires qui ont lieu, montrant que la zone fut de nombreuses fois recouverte par des glaciers plus ou moins importants.

### Faune et flore
Les environs de Tchagan-Ouzoun sont peuplés par de nombreuses espèces d'oiseaux, en partie grâce à la présence des rivières. Ainsi, on y retrouve des cigognes noires, des oies tigrées, des roselins tachetés, githagine ou de mongolie, et des étourneaux roselins. Il y aussi des Glaucopsyche argali et de nombreuses autres espèces d'insectes comme des lépidoptères.
La flore locale se compose d'Erodium tibetanum, de basilic pourpre, de caraganiers de Sibérie, de berbéris ou bien de reines des prés. Il y a aussi de nombreux groseilliers à maquereau, des chorispora, des saxifrages, des éphédras, et de nombreuses autres herbes. Enfin, les mélèzes, les pins et les chrysanthèmes couvrent les versants.

## Histoire

### Période pré-soviétique
Les premiers peuplements de la région remonteraient à l'antiquité mais le village ne fut fondé qu'en 1801. Cependant, en novembre 1754, alors que la région était sous contrôle du khanat dzoungar, 3000 soldats de l'armée des Qing fut envoyée dans la région afin de prendre contrôle de la région, tuant et pillant les nomades, principalement des Télenguites vivant alors dans la zone. La région ne resta cependant pas longtemps sous contrôle chinois, avec l'arrivée progressive des russes au cours de la première moitié du siècle suivant.
La date de fondation du village est considérée comme étant en 1801, village fondé par des marchands russes qui commerçaient avec des mongols et des chinois. Des nomades du peuple altaï s'établirent alors aussi à cet endroit.
Au début du XXe siècle, le botaniste et géographe Vassili Sapojnikov explore la région et écrit concernant le village : « La population de la vallée moyenne de Tchegan-Ouzoun est très pauvre; ici je n'ai vu que deux villages sur le côté gauche.»

### Époque soviétique
Même si le village existait dès 1801, ce ne fut qu'avec l'époque soviétique et l'essor du commerce sur la route de la Tchouïa que le village a connu un essor. La forêt qui était alors à l'emplacement actuel du village fut coupée pour construite les maisons. Le village, de par son emplacement entre la vallée de la Tchouïa et la steppe de la Tchouïa devint une base pour les géologues soviétiques.
En 1928, le conseil du village est construit et la même année, une école est construite. En 1932, une ferme fut construite.
Durant la seconde guerre mondiale, une mine de mercure est fondée, qui avait déjà fonctionnée entre 1934 et 1936, qui ferme en 1954 avant de rouvrir entre 1958 et 1978. Pendant et après la guerre, de nombreux prisonniers allemands sont affectées à la construction de la route de la Tchouïa.

### Période post-soviétique
La ferme d'état ferma en 1992, juste après la dislocation de l'URSS. En 2003, un séisme de magnitude de 7.3 sur l'échelle de richter, avec un épicentre à 43 kilomètres du village se produit, endommageant de nombreux bâtiments et en détruisant certains.

## Politique et administration
Pendant l'ère soviétique, le village était dirigé par un conseil du village, conseil lui-même dirigé par un président du conseil. Depuis la fin de l'URSS, c'est un conseil de villageois qui dirige le village, avec un chef à sa tête.

## Population et société
La majorité de la population est composée d'altaïens, pratiquant le chamanisme.
Estimations de la population:
| 1926 * | 2008 | 2010* | 2012 | 2013 | 2014 |
| ------ | ---- | ----- | ---- | ---- | ---- |
| 538    | 522  | 449   | 442  | 427  | 444  |

| 2015 | 2016 | 2017 | 2018 | 2019 | 2020 |
| ---- | ---- | ---- | ---- | ---- | ---- |
| 445  | 439  | 440  | 411  | 400  | 407  |

| 2021* | 2022 | 2023 | - | - | - |
| ----- | ---- | ---- | - | - | - |
| 414   | 421  | 416  | - | - | - |

## Économie et transport

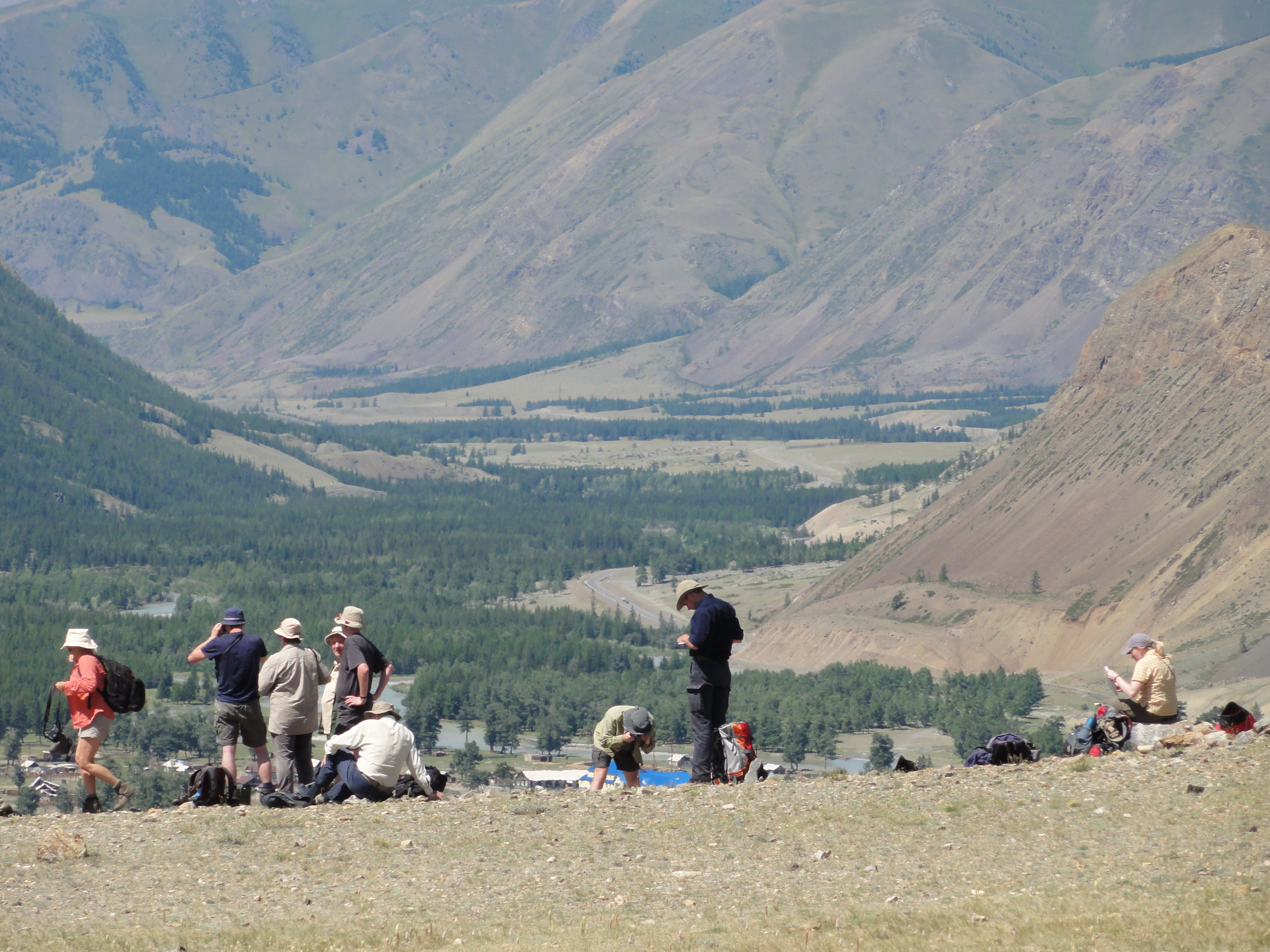
Touristes avec le village en contrebas.

La population vit principalement de la fonction publique et de l'agriculture. Ainsi, en 2018, il y avait 88 fonctionnaires et 32 personnes travaillant dans le secteur agricole. Le chômage est extrêmement faible, avec uniquement 7 personnes.
Il y a 16 fermes dans le village avec 400 bovins et 92 chevaux.
Le village possède une décharge pour ses ordures.
Tchagan-Ouzoun est relié par un pont franchissant la rivière Tchouïa à la route R256, allant vers Novossibirsk et vers la frontière mongole, en passant par Koch-Agatch. L'aéroport et la gare les plus proches sont tous les deux à Gorno-Altaïsk, l'aérodrome de Koch-Agatch n'étant plus en activité. Le village est aussi relié via une route en gravier au village de Beltir, au sud-ouest.

## Patrimoine et tourisme
Le patrimoine culturel est peu présent dans la zone mais au nord du village se trouvent des fours préhistoriques.

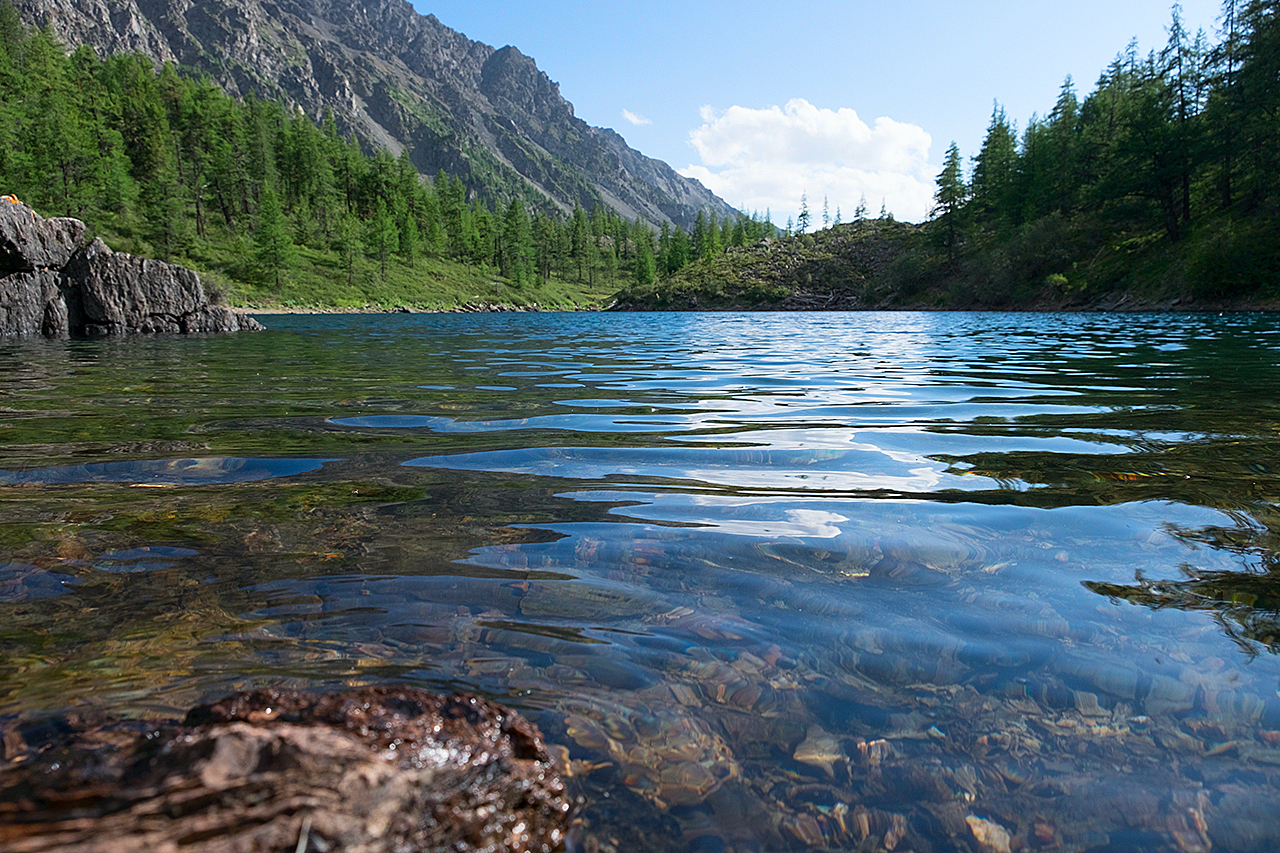
Lac de la vallée du Kouyouktanar

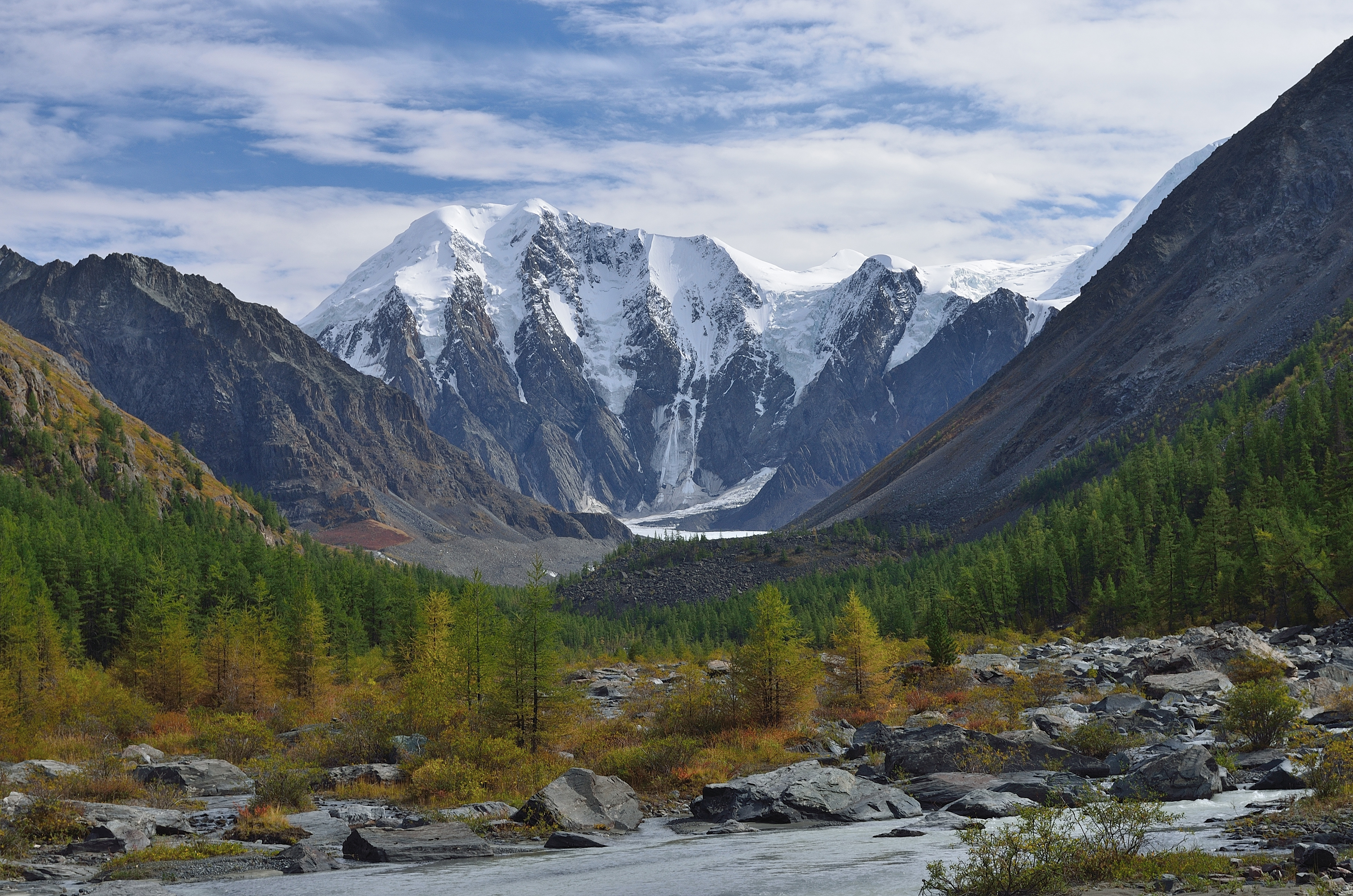
Pic Karagem

Le patrimoine naturel est par contre bien plus riche, avec d'une part la  Tchouïa du nord et les monts Kouraï, où se trouvent respectivement le Soukor et la vallée du Kouyouktanar (ru), vallée avec de nombreux lacs à 10 km au nord du village.

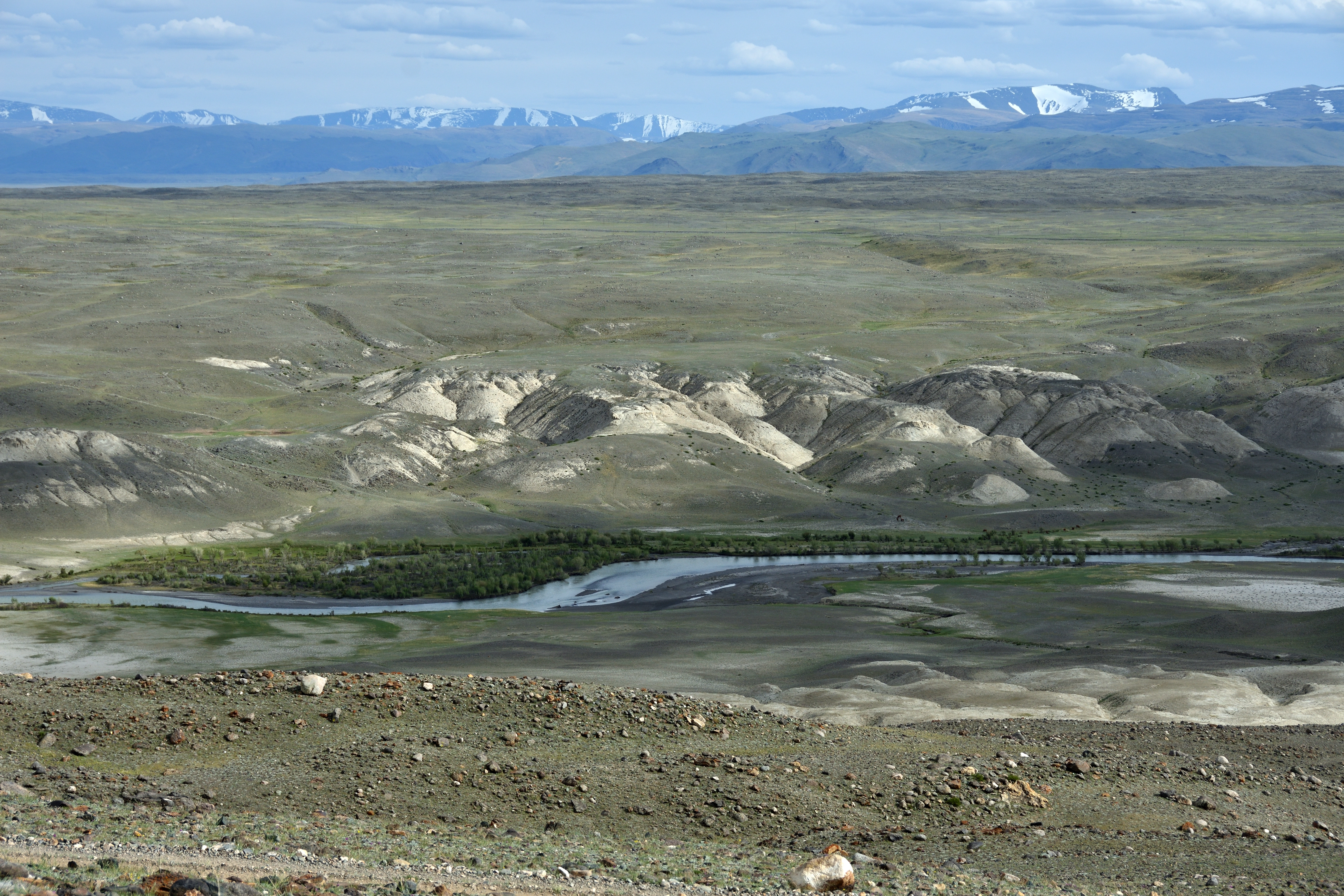
Paysage dit « martien » de l'endroit.

Au sud-est du village, en empruntant la route vers Beltir, se trouve ce qui est appelé le paysage martien de l'Altaï, dû, d'une part à la forte concentration en mercure des roches ainsi qu'aux anciens dépôts d'argiles quand l'altaï était recouvert d'un océan il y a environ 90 millions d'années,.

## Personnalités liées à Tchagan-Ouzoun
- Madiy Kalanakovitch Kalanakov (ru), entraîneur de lutte soviétique né dans le village